# Aero Flight
Aero Flight was een Duitse luchtvaartmaatschappij, opgericht op 26 maart 2004 met het hoofdkantoor in Oberursel, Duitsland. Het was een chartermaatschappij.

## Geschiedenis
Op 26 maart 2004 had Aero Flight zijn eerste vlucht.
De luchtvaartmaatschappij ging failliet op 30 oktober 2005.

## Vloot
De vloot van Aero Flight toen de maatschappij failliet ging
| Vliegtuig       | Totaal | In dienst | Uit dienst | Opmerkingen                             |
| --------------- | ------ | --------- | ---------- | --------------------------------------- |
| Airbus A320-200 | 4      | 2004      | 2005       |                                         |
| Airbus A321-200 | 2      | 2004      | 2005       | een is gecrashed als Airblue vlucht 202 |